# Famille Van Dievoet (Brabant)
 (juin 2024).
 (juin 2024).
- Si vous ne connaissez pas le sujet, laissez ce bandeau (vous pouvez alors contacter les auteurs).
- Si vous supprimez le contenu mis en cause (vous pouvez préalablement contacter les auteurs),

argumentez précisément cette suppression dans la page de discussion
(un manque de référence n'est pas un argument ; une recherche réelle de référence doit avoir été effectuée, être formellement documentée).
Cette page explique l’histoire ou répertorie les différents membres de la famille Van Dievoet (Brabant).
Le nom de famille Van Dievoet, Vandievoet, se rencontre dans plusieurs villages de l'ancien duché de Brabant tels que Haren, Diegem, Evere, Schaerbeek, Meise.
Le généalogiste et démographe Joseph Jacquart les signale comme familles souches de Diegem, Schaerbeek, Haren et Evere.
Ce nom est très nombreux dans le Brabant flamand, d'où le proverbe:
"Slaag een struik met je voet,
je vind een Vandievoet".
(frappe un buisson du pied,
tu trouveras un Vandievoet.)
Dans la province d'Anvers ce nom se rencontre également sous la forme Van Dievoort.
Son étymologie Diet et Voorde, signifie "le gué public" (Voir étymologie sous la notice Dievoort).

## Tableaux généalogiques

### Famille Van Dievoet, à Haren, Dilbeek, Neder-Heembeek, Vilvorde, Over-Heembeek, Bruxelles, Lombeek-Sainte-Catherine. Notice généalogique.
I. Ægidius (Gilles) Van Dievoet, demeurant à Haren, épousa Elisabeth Smidts. De ce mariage naquirent dix enfants, une fille et neuf garçons, qui firent tous souche :
1) Josse Van Dievoet, baptisé à Haren le 10 novembre 1599 (ss. Josse Smidt et Catherine....).
2) Gilles (Ægidius) Van Dievoet, baptisé à Haren (ss. Gilles Dievoet, grand-père, et Marguerite van Nuffel) le 1er novembre 1601, épousa en premières noces à Haren le 21 septembre 1621, Margareta Van der Vorst et épousa en secondes noces à  Haren en octobre 1632 Marie Dujardin.
3) Elisabeth Van Dievoet, baptisée à Haren le 15 mars 1604 (ss. Franciscus Van Brugel et Élisabeth Smidts) épousa à Haren le 7 mars 1631, André Papegaeys. Dont postérité.
4) Martin Van Dievoet, baptisé à Haren le 3 janvier 1607 (ss. Martin Audenhoven et Jeanne Vanden Steene), mort à Haeren le 30 janvier 1634, épousa à Haren le 23 janvier 1629, Catherine Gheerims.
5) Antoine Van Dievoet, baptisé à Haren le 9 avril 1609 (ss. Antoine Vander Meeren et Catherine Van Steenwinckel), suit sous II.
6) Rumoldus (Rombaud) Van Dievoet, baptisé à Haren le 30 juin 1611(ss. Rumoldus Van Cruijebecke et Barbara Smedts).
7) Hubert Van Dievoet, baptisé à Haren le 1er septembre 1613 (ss. Hubert Lauwereijs et Marguerite Stroobants).
8) Jean Van Dievoet, baptisé à Haren le 6 juillet 1615, épousa Catherine Smidts. Dont entre autres:
A) Pierre Van Dievoet, baptisé à Haren le 23 décembre 1658 (ss.Petrus  Daverijt et Canuta (?) Van Dievoet), est vraisemblablement celui qui épousa à Bruxelles, église Sainte-Catherine le 1er avril 1679 (tt. Antonius Van Dievoet et Joannes De Bontriddere), Maria Boxius ou Boecsius, née à Okegem le 23 mars 1655, décédée à Liedekerke en 1733. Dont :
a) Joannes (Van) Dievoet, baptisé à Liedekerke le 20 janvier 1680.
b) Marguerite (Van) Dievoet, née à Liedekerke le 19 septembre 1682, décédée en 1770, épousa en 1716, Judocus Costens.
c) Guillaume (Van) Dievoet, baptisé à Liedekerke le 11 octobre 1684.
d) François (Van) Dievoet, baptisé à Liedekerke le 2 mars 1687, décédé à Wambeek le 13 mars 1746, épousa à Wambeek le 15 février 1711, Barbara Trullemans, décédée à Wambeek le 17 février 1771. Dont postérité à Wambeek, Ternat, Lombeek-Sainte-Catherine, jusqu'au baron Émile van Dievoet :
e) Ægidius (Van) Dievoet, né à Liedekerke le 20 août 1689.
f) Anna (Van) Dievoet, née à Liedekerke le 14 octobre 1690.
g) Christian (Van) Dievoet, né à Liedekerke le 3 février 1694.
9) Wenceslas Van Dievoet, baptisé à Haren le 15 novembre 1617, (ss. Wenceslas vanden Eynde et Anna Stroobant) épousa.
10) Guillaume Van Dievoet, baptisé à Haren le 9 octobre 1622 (ss. Guilielmus Parijs et Marie Geroms), épousa à Machelen 16 avril 1649 Jeanne Phillipaert.
II. Antoine Van Dievoet, baptisé à Haren le 9 avril 1609, fermier résidant à Dilbeek, puis Neder-Heembeek, épousa en premières noces à Vilvorde le 3 juillet 1629 (tt. Theodorus Vander Sael et Joannes Schoovaerts), Joanna Van der Sael, épousa en secondes noces à Vilvorde le 3 août 1636 (tt. Henricus Nootkens et…), Martine (Van) Herbos, baptisée à Wemmel le 28 mai 1609, et décédée à Vilvorde le 12 juin 1640, et épousa en troisièmes noces à Vilvorde le 28 août 1640 (tt. Gerardus De Hart et Petrus Verhoenen), Catherine De Lies.
Pendant la guerre de dévolution de 1667-1668, Dilbeek, ainsi que les villages environnants, eut cruellement à souffrir des exactions commises par les gens de guerre qui pillèrent la demeure d’Antoine van Dievoet et lui enlevèrent son bétail et ses meubles. À peu près ruiné, il vint chercher refuge à Neder-Heembeek auprès de ses enfants Pierre, Charlotte et Antoine ; il occupait en 1670 la ferme appelée « den Geestelycken Hoeve », dans la même paroisse, appartenant à la dame de Crombrugghe et Nieuwmunster.
Antoine Van Dievoet eut du second mariage avec Martine Herbos :
1) Egide Van Dievoet, baptisé à Vilvorde le 18 avril 1637 (ss. : Egide van Dievoet ; Jossine de Proost), cité en 1672 ;
2) Antoine Van Dievoet, né à Vilvorde et baptisé le 16 février 1639 (ss. Antoine Gerens ; Marie Van Hoff), épousa à Bruxelles (Ste-Catherine) le 15 décembre 1663 (tt. Jean De Proost et Michel de Pré) Barbe De Proest, fille de Joos De Proest, boulanger. Apprenti chez son oncle Pierre Dandoy (1655-1656), admis à la maîtrise dans le métier des merciers (1663-1664), puis doyen de la Corporation des Graissiers (1691), il habitait (1666) au coin de la Chancellerie, la maison appelée « den Cardinael ».
La descendance nombreuse d’Antoine Van Dievoet, admis à la bourgeoisie de Bruxelles le 17 janvier 1664, (sous le nom Anthonius Dievoot) continua à Bruxelles et s’éteignit au début du XIXe siècle. Ils furent merciers, graissiers, apothicaires, maître d’école.
Antoine Van Dievoet et Barbe De Proest eurent sept enfants, parmi lesquels :
a) Adam Van Dievoet, admis maître mercier le 23 juin 1693, baptisé à Sainte-Gudule le 14 avril 1668, épousa  à Sainte-Catherine le 25 octobre 1693, Anne-Marie Bruggelinckx, baptisée à Ste-Catherine le 13 août 1662. Dont postérité.
b) Adrianus Van Dievoet, baptisé à Ste-Gudule le 25 novembre 1670, curé de Rumst, y décédé le 17 juin 1711. Sa pierre tombale encastrée dans le mur extérieur nord de l'église Saint-Pierre y est toujours visible :
D. O. M.
HIER LEEDT BEGRAEVEN
DEN EERWERDIGHEN
HEEREN ADRIANNUS
VAN DIEVOET
DIE IN SYN LEVEN
GEWEEST HEEFT 9 IAER
ENDE
2 MAENT ONDERPASTOOR
ENDE
5 IAER EN 7 MAENT
PASTOOR IN RUMST
GESTORVEN DEN 17 JUNI
ANNO 1711
OUDT 40 JAEREN
BITD VOOR DE SIELE
c) Barbara Van Dievoet, baptisée à Sainte-Gudule le 20 novembre 1675, épousa François Cortens, boulanger, fils de Pierre Cortens et d'Anne Verboits. Devenu veuf de Barbara Van Dievoet, François Cortens épousa en 1704, Élisabeth van Nerven, décédée le 26 mai 1731 (Sainte-Gudule), veuve de Michel Van Campenhout, fille de Michel van Nerven, peintre de décoration en faux marbre et de Marie Marchant, et sœur du sculpteur et architecte Corneille van Nerven, un des reconstructeurs de la Grand-Place de Bruxelles et auteur de l'aile nouvelle de l'Hôtel de ville.
Et de la troisième union avec Catherine De Lies :
3) Joseph Van Dievoet, reçu bourgeois de la ville de Bruxelles le 18 novembre 1665 (A. V.B. no 1115 : « Joseph Van Dievoet, sone Anthonis en Catharina de Bies, geboren van Vilvoerden » ), maître mercier et épicier à l’enseigne « den Olyftaeck » longue rue Neuve, né et baptisé à Vilvorde le 3 décembre 1641, épousa à Bruxelles en l’église de Saint-Nicolas le 20 octobre 1665, Anne Van Bossuyt.
Il laissait deux enfants :
a) Christophe Van Dievoet, maître d’école, épousa à Bruxelles, église Notre-Dame du Finistère le 25 avril 1685, Pétronille Maes et en secondes noces à Sainte-Gudule le 10 février 1703 (tt. : Philippe Eenincx et David Mariot) Elisabeth Janssens. Il eut de ses deux unions successives sept enfants. Parmi lesquels Hubert Van Dievoet, baptisé à Sainte-Gudule le 19 avril 1692. C’est cet Hubert Van Dievoet qui est cité par G. Galessloot pour avoir participé aux troubles anti-autrichiens des années 1717 à 1724, où fut décapité le doyen François Anneessens : « Le fils du maître d’école Van Divoet jeta de la paille dans le carrosse du chancelier pendant qu’on pillait chez ce magistrat on y mit le feu à trois différentes reprises et à la troisième le carrosse fut consumé » ; ainsi que, « Van Dievoet, Hubert. Par sentence du 2 dito, acquitté du chef de l’accusation d’avoir crié « Vive Philippe V ».
b) Marie-Anne Van Dievoet, citée en 1702.
4) Elisabeth Van Dievoet, baptisée à Vilvorde le 28 février 1644 (ss. Hubert Van Dievoet ; Elisabeth Van Dievoet) ;
5) Marguerite Van Dievoet, baptisée à Vilvorde le 22 février 16  46 (ss. Wenceslas van Dievoet ; Marguerite Verplas), épousa à Dilbeek le 4 mai 1669 Adrien Schoonejans, fermier résidant à Dilbeek.
6) Pierre Van Dievoet, né et baptisé à Vilvorde, le 12 juillet 1649, décédé à Over-Heembeek le 19 avril 1684, épousa à Vilvorde le 15 avril 1673 (tt. : Pierre Van Elewyt et Jeanne Willems) Sara Van Elewyt (ou Van Elewyck). Ils eurent six enfants nés à Over-Heembeek, parmi lesquels : Jean Van Dievoet (24 mars 1676) ; Pierre Van Dievoet (18 mars 1679) ; Antoine-Emmanuel Van Dievoet (26 décembre 1682).
7) Charlotte Van Dievoet, née et baptisée à Dilbeek le 11 août 1652 et décésée à Neder-Heembeek le 14 juillet 1701, épousa en l’église de Neder-Heembeek, le 2 décembre 1673 (tt. Pierre Van Dievoet et Gabriel Van Laeck) Paul Van Laeck décédé le 28 avril 1682 ; elle épousa en secondes noces le 6 juin 1682 en la même église, Georges Waermoes (tt. Pierre Van Dievoet et Guillaume Waermoes), décédé le 23 décembre 1753, ayant épousé en secondes noces Marie Van Ingelghem.